# Vauxhall Prince Henry
La Price Henry è un'autovettura prodotta dalla Vauxhall dal 1911 al 1914. Ufficialmente, il nome del modello era C-Type.

## Storia
Il nome della vettura deriva dalla partecipazione del modello alla Prinz-Heinrich-Fahrt, gara che era dedicata al principe Enrico di Prussia. Dopo la partecipazione alla competizione, le vendite degli esemplari della vettura prodotti per uso civile migliorarono decisamente, e quindi il modello venne soprannominato "Prince Henry". La Prince Henry partecipò in seguito ad altre gare, tra cui la San Pietroburgo-Sebastopoli, e così due esemplari del modello vennero venduti allo zar Nicola II di Russia. Come conseguenza furono aperti, con buoni risultati, dei concessionari Vauxhall anche a Mosca. Questi punti vendita vennero poi chiusi a causa della Rivoluzione russa.
La Price Henry era, in sostanza, una versione ad alte prestazioni della Vauxhall A-Type, che fu progettata nell'inverno 1907/1908 da Laurence Pomeroy. Il motore, della Prince Henry, che era montato anteriormente, era a quattro cilindri in linea ed aveva inizialmente una cilindrata di 3.054 cm³. Esso erogava 60 bhp ed era a valvole laterali. Nel 1913 la cilindrata del motore fu aumentata a 3.969 cm³, e la potenza che crebbe a 75 bhp. L'alesaggio e la corsa passarono, rispettivamente, da 90 a 95 mm, e da 120 mm a 140 mm. Il monoblocco era in ghisa e l'accensione era a magnete. Era installato un solo carburatore Zenith. L'impianto di raffreddamento comprendeva una ventola, e l'acqua era fatta circolare nel radiatore grazie ad una pompa mossa da una cinghia di cuoio. Il cambio era a quattro rapporti e la trazione era posteriore.
Le dimensioni ed il peso dipendevano dal modello e dal tipo di carrozzeria installata. La Prince Henry è spesso definita come la prima vettura sport mai costruita. Questo primato lo contende però con la Vauxhall 20 hp, che è stata introdotta nel 1908, e con l'Austro-Daimler 27/80PS, che venne progettata da Ferdinand Porsche.

## Galleria d'immagini

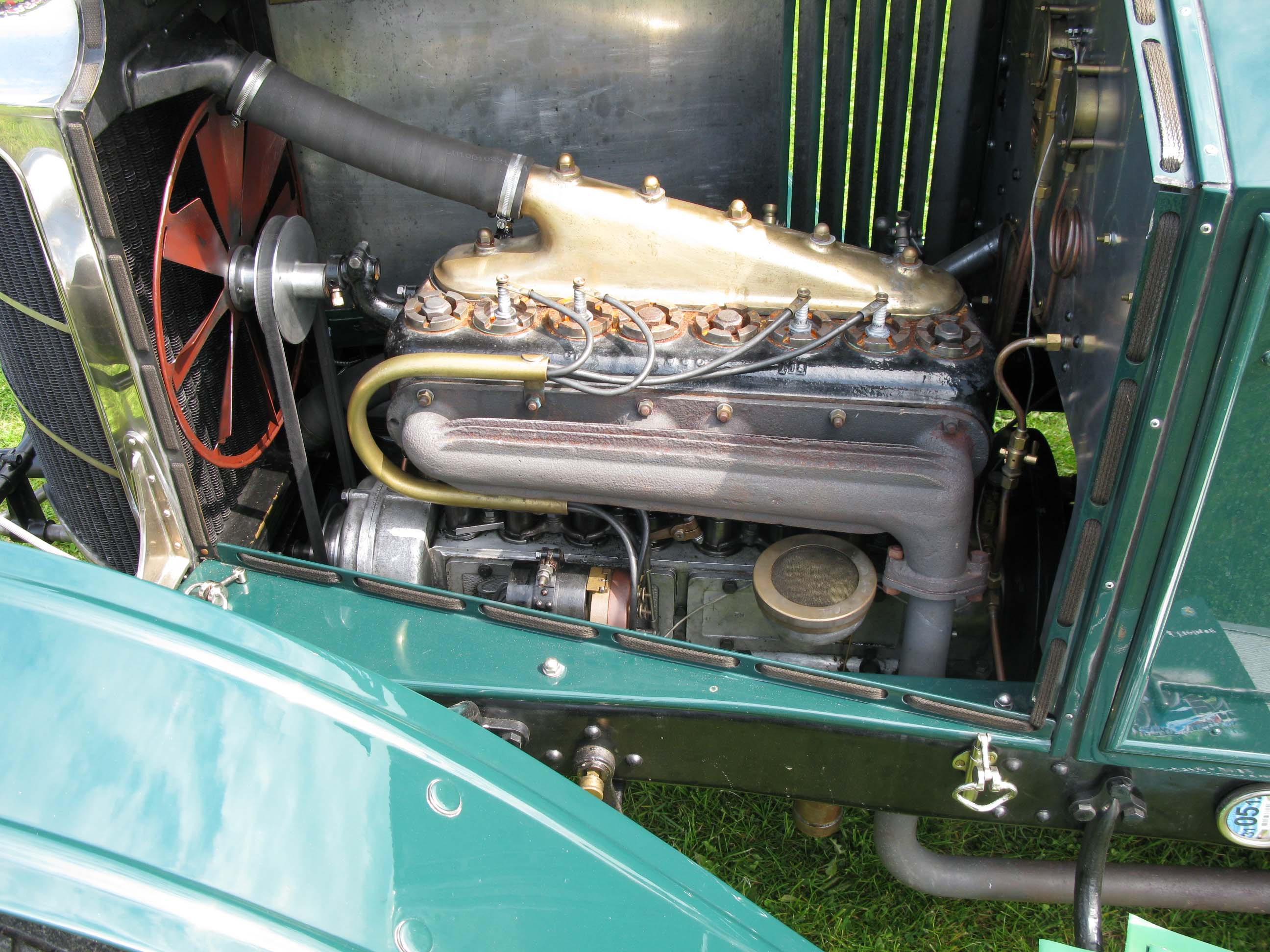
Il motore di una Prince Henry del 1912
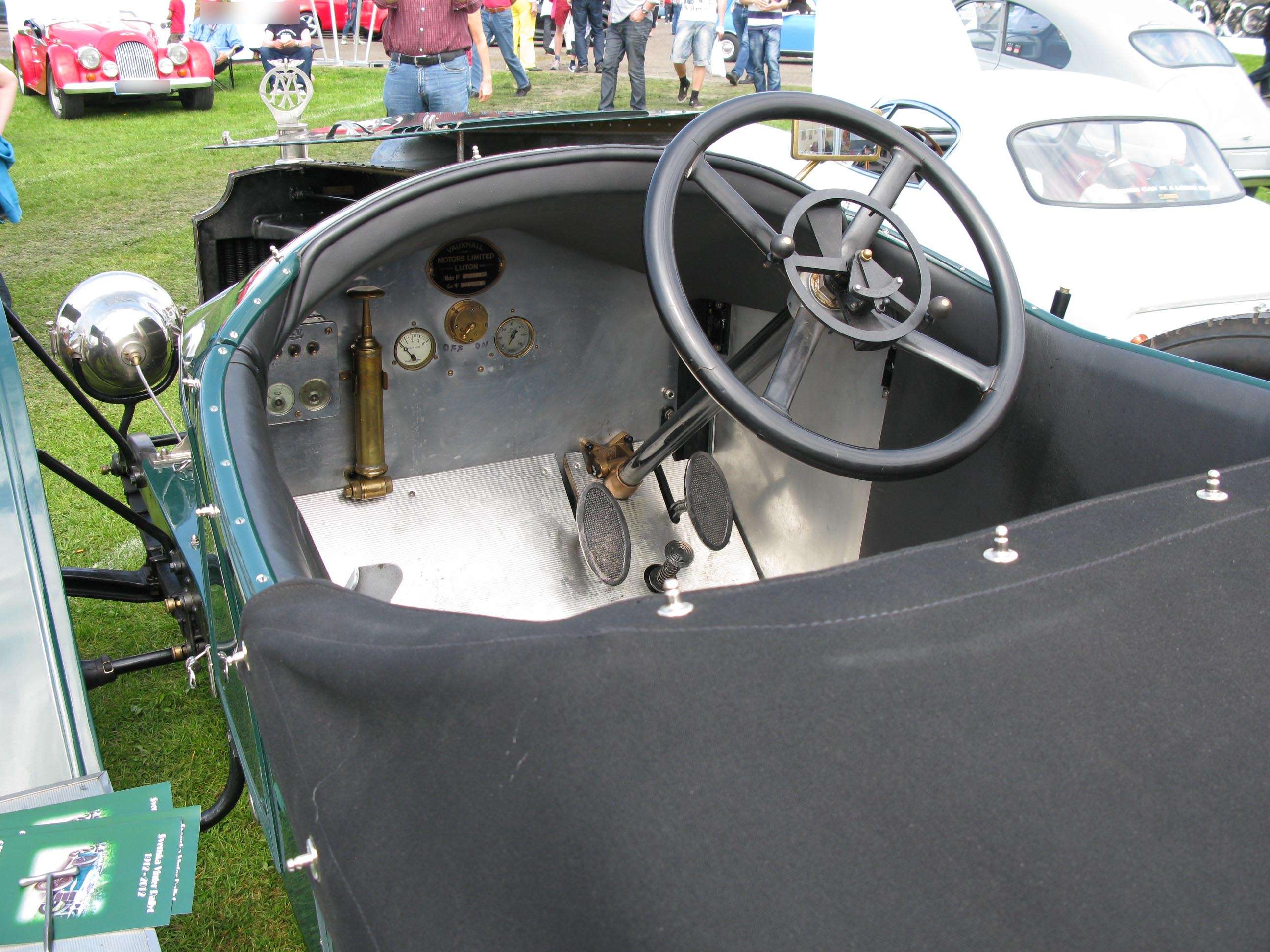
Il posto guida di una Prince Henry del 1912